# Ambasada Cypru przy Stolicy Apostolskiej
Ambasada Republiki Cypryjskiej przy Stolicy Apostolskiej – misja dyplomatyczna Republiki Cypryjskiej przy Stolicy Apostolskiej. Ambasada mieści się w Rzymie.
Ambasador Cypru przy Stolicy Apostolskiej akredytowany jest również przy Zakonie Kawalerów Maltańskich oraz organizacjach wyspecjalizowanych i agencjach ONZ w Rzymie (ONZ ds. Wyżywienia i Rolnictwa, Międzynarodowym Funduszu Rozwoju Rolnictwa i Światowym Programie Żywnościowym).